# Robert Goddard (pisarz)
Robert William Goddard (ur. 13 listopada 1954 w Fareham) – brytyjski pisarz, autor powieści kryminalnych.
Ukończył studia na University of Cambridge. Otrzymał nagrodę literacką Thumping Good Read Award (za powieść Bez śladu) oraz Nagrodę im. Edgara Allana Poego (za powieść Long Time Coming). Jego książka Bez śladu doczekała się również adaptacji telewizyjnej.

## Dzieła

### Powieści
- Past Caring (1986; wyd. pol. 1996 Zbyt późno)
- In Pale Battalions (1988; wyd. pol. 1996 Cienie przeszłości)
- Painting the Darkness (1989; wyd. pol. 1996 Malowanie ciemności)

Seria Harry Barnett
1. Into the Blue (1990; wyd. pol. 1997 Bez śladu)
2. Out of the Sun (1996; wyd. pol. 1998 Co kryje mrok)
3. Never Go Back (2006)

- Take No Farewell (1991; wyd. pol. 1997 Ucieczka spod obłoków )
- Hand in Glove (1992; wyd. pol. 1996 Dłoń w rękawiczce)
- Closed Circle (1993; wyd. pol. 1996 Zamknięty krąg)
- Borrowed Time (1995; wyd. pol. 1997 Pożyczony czas)
- Beyond Recall (1997; wyd. pol. 2001 Zamknięty rozdział)
- Caught in the Light (1998; wyd. pol. 2000 Uchwycona w światło)
- Set in Stone (1999; wyd. pol. 2002 Zapisane w kamieniu)
- Sea Change (2000; wyd. pol. 2003 Przemiana)
- Dying to Tell (2001; wyd. pol. 2002 Cena tajemnicy)
- Days Without Number (2003; wyd. pol. 2003 Dni niepoliczone)
- Play to the End (2004)
- Sight Unseen (2005; wyd. pol. 2006 Tajemnica kamiennego kręgu)
- Name To A Face (2007)
- Found Wanting (2008)
- Long Time Coming (2010)
- Blood Count (2011)
- Fault Line (2012)
- The Ways of the World (2013)

### Nowela
- Intersection: Paris, 1919 (2013)